# Plectrypops
Plectrypops is een geslacht van straalvinnige vissen uit de familie van eekhoorn- en soldatenvissen (Holocentridae). Het geslacht is voor het eerst wetenschappelijk beschreven in 1863 door Gill.

## Soorten
- Plectrypops lima (Valenciennes, 1831)
- Plectrypops retrospinis (Guichenot, 1853)